# Peltaria
Peltaria es un género de fanerógamas de la familia Brassicaceae. Comprende 20 especies descritas y de estas solo 2 aceptadas.

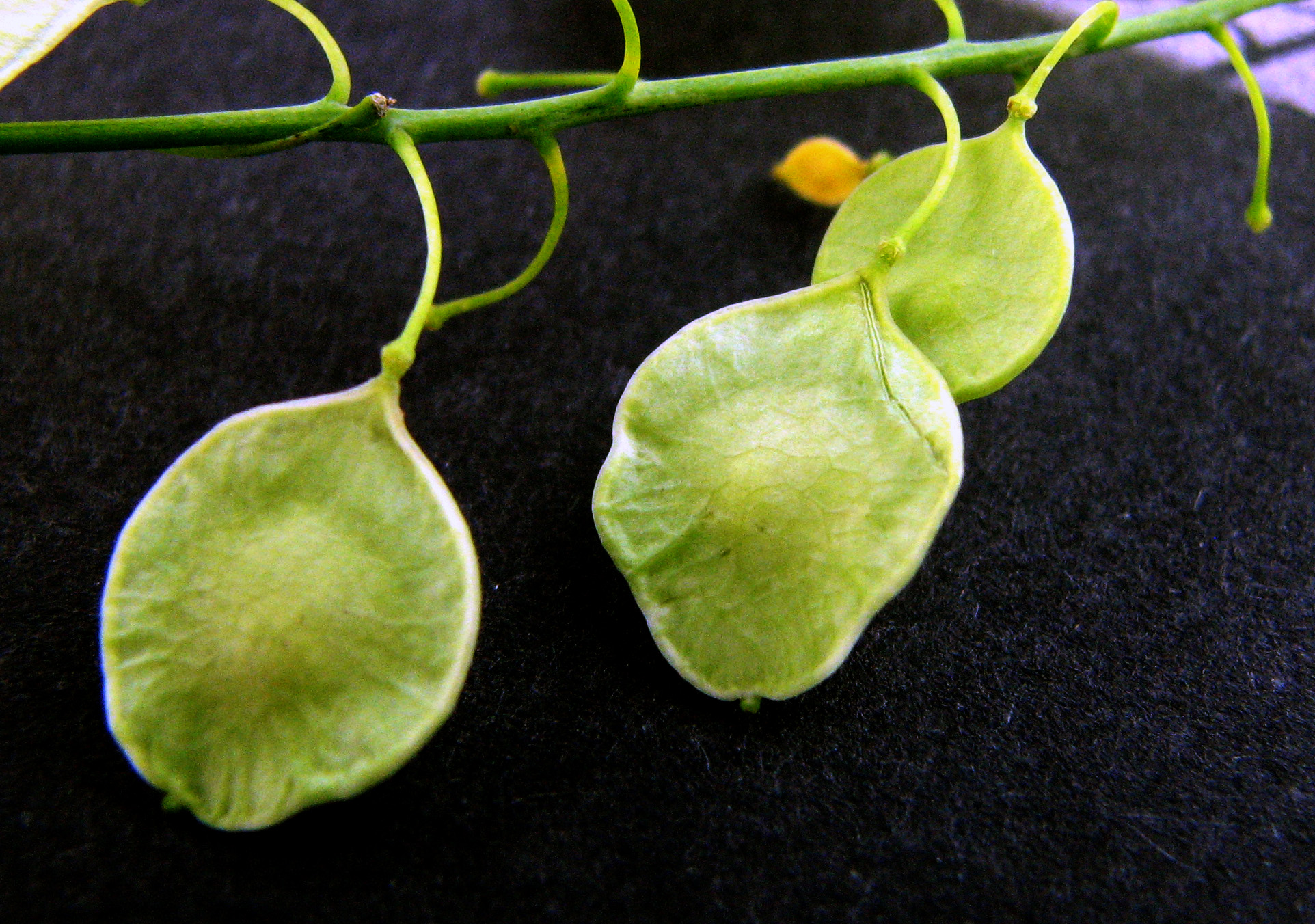
Peltaria alliacea; Silicua

## Descripción
Son plantas perennes con flores de color blanco o rosa. Las hojas son glabras, sésiles, enteras y simples. Su silicuas son colgantes, muy planas, en un estilo digno corto.

## Taxonomía
El género fue descrito por Nikolaus Joseph von Jacquin y publicado en Enumeratio Stirpium Pleraumque, quae sponte crescung in agro Vindobonensi 117, 260. 1762.

## Especies aceptadas
A continuación se brinda un listado de las especies del género Peltaria aceptadas hasta septiembre de 2013, ordenadas alfabéticamente. Para cada una se indica el nombre binomial seguido del autor, abreviado según las convenciones y usos.
- Peltaria alliacea Jacq.
- Peltaria angustifolia DC.[4][5] Chromosome number 2n=14.
- Peltaria emarginata (Boiss.) Hausskn.
- Peltaria turkmena Lipsky[6] map.[7]